# Nekrolog September 2018
Nekrolog
◄◄
| ◄
| 2014
| 2015
| 2016
| 2017
| 2018 | 2019 | 2020 | 2021 | 2022 | ►
Januar |
Februar |
März |
April |
Mai |
Juni |
Juli |
August |
September |
Oktober |
November |
Dezember 2018
Weitere Ereignisse | Allgemeiner Nekrolog 2018
Die Beschreibung der verstorbenen Person sollte so kurz wie möglich gehalten sein und nur deren signifikante Tätigkeit(en) enthalten.
Neue Namen ggf. auch unter dem Geburts- und Sterbedatum, also etwa unter 1. Januar und im Geburts- und Sterbejahr (2024) eintragen (nur bei entsprechender großer Wichtigkeit). Für Beispiele siehe die schon vorhandenen Artikel.
Außerdem über die fünf zuletzt Verstorbenen, zu denen es einen ausreichend guten Artikel für eine Präsentation auf der Hauptseite gibt, nach der todesbedingten Überarbeitung der Artikel ggf. auch unter Wikipedia Diskussion:Hauptseite informieren und sie am besten auch in den anderen Wikipedia-Sprachversionen eintragen. Tipp: Regelmäßig bei news.google.de nach „ist tot“, „gestorben“ oder „verstorben“ suchen.
Wenn eine Person gestorben ist, gibt es viele Seiten zu dieser Person in der Wikipedia, die davon auch betroffen sind und entsprechend aktualisiert werden müssen. Beispiele: Namenübersichtsseite, Geburtsjahr, Geburtsort-Seiten und viele mehr.
Wie finde ich die betroffenen Seiten?
Im Suchfeld auf der linken Seite gibt man den Suchbegriff so ein: „Vorname Nachname“. Dann klickt man auf Volltext und alle Seiten mit entsprechendem Suchtext werden aufgerufen. Hier sieht man dann schnell, wo auch das Todesjahr Sinn macht oder sogar ein Teil des Artikels angepasst werden muss. Auch hilft das „Werkzeug“ auf der linken Seite sehr gut, um solche Seiten aufzufinden: „Links auf diese Seite“. Somit ist die Wikipedia wieder aktuell in allen Bereichen! Hinweis: bei Eintragung der Kategorie „Gestorben JAHR“ wird der Missbrauchsfilter 49 ausgelöst, was jedoch nicht schlimm ist. Siehe: Spezial:Missbrauchsfilter/49
Dies ist eine Liste von im September 2018 verstorbenen bekannten Persönlichkeiten. Die Einträge erfolgen innerhalb der einzelnen Daten alphabetisch sortiert. Tiere sind im Nekrolog für Tiere zu finden.

## September
Bearbeitungshinweis: Neue Todesfälle bitte nach Tagen geordnet eintragen. Die Todesfälle desselben Tages bitte in alphabetischer Reihenfolge absteigend einfügen.
| Tag           | Name                                        | Beruf, bekannt als                                                                          | Alter | Beleg |
| ------------- | ------------------------------------------- | ------------------------------------------------------------------------------------------- | ----- | ----- |
| 30. September | Maurice Barrette                            | kanadischer Eishockeyspieler                                                                | 62    |       |
| 30. September | Axel Heinzmann                              | deutscher Rechtsextremist und politischer Aktivist                                          | 71    |       |
| 30. September | Wilhelm Keim                                | deutscher Chemiker                                                                          | 83    |       |
| 30. September | Walter Laqueur                              | US-amerikanischer Historiker                                                                | 97    |       |
| 30. September | Kim Larsen                                  | dänischer Pop-Musiker                                                                       | 72    |       |
| 30. September | Friedrich Mielke                            | deutscher Denkmalpfleger und Treppenforscher                                                | 97    |       |
| 30. September | Ernst Nef                                   | Schweizer Autor und Literaturkritiker                                                       | 87    |       |
| 30. September | John Opie                                   | US-amerikanischer Historiker                                                                | 84    |       |
| 30. September | René Pétillon                               | französischer Comiczeichner                                                                 | 72    |       |
| 30. September | Carlito Pinheiro de Araújo                  | osttimoresischer Lehrer, Beamter und Administrator                                          | ?     |       |
| 30. September | William Proffit                             | US-amerikanischer Zahnmediziner                                                             | 82    |       |
| 30. September | Detlef Schmidt                              | deutscher Heimatforscher                                                                    | 73    |       |
| 30. September | Wassili Solodownikow                        | sowjetischer Ökonom, Afrikanist und Diplomat                                                | 100   |       |
| 29. September | Luigi Agnolin                               | italienischer Fußballschiedsrichter                                                         | 75    |       |
| 29. September | Alves Barbosa                               | portugiesischer Radrennfahrer                                                               | 86    |       |
| 29. September | Tulsidas Borkar                             | indischer Harmoniumspieler                                                                  | 83    |       |
| 29. September | Eckhard Dielert                             | deutscher Zahnmediziner                                                                     | 79    |       |
| 29. September | Alain Ducellier                             | französischer Byzantinist                                                                   | 84    |       |
| 29. September | Lewis Elton                                 | britischer Bildungsforscher                                                                 | 95    |       |
| 29. September | Eugene John Gerber                          | US-amerikanischer Bischof                                                                   | 87    |       |
| 29. September | Tove Lindbo Larsen                          | dänische Politikerin                                                                        | 89    |       |
| 29. September | Angela Maria                                | brasilianische Sängerin und Schauspielerin                                                  | 88    |       |
| 29. September | Hiraku Miyata                               | japanischer Synchronsprecher                                                                | 87    |       |
| 29. September | Stefania Podgórska                          | polnische Gerechte unter den Völkern                                                        | 97    |       |
| 29. September | Peter Robeson                               | britischer Springreiter                                                                     | 88    |       |
| 29. September | Otis Rush                                   | US-amerikanischer Bluesmusiker                                                              | 84    |       |
| 29. September | Richard Alan Searfoss                       | US-amerikanischer Astronaut                                                                 | 62    |       |
| 29. September | Stepan Topal                                | gagausischer Politiker                                                                      | 80    |       |
| 29. September | Dirceu Vegini                               | brasilianischer Bischof                                                                     | 66    |       |
| 29. September | Earle F. Zeigler                            | US-amerikanisch-kanadischer Sportwissenschaftler                                            | 99    |       |
| 28. September | W. Peter Adams                              | britisch-kanadischer Geograph, Glaziologe und Politiker                                     | 82    |       |
| 28. September | Jupp Balkenhol                              | deutscher Autor                                                                             | 89    |       |
| 28. September | Norman Blagman                              | US-amerikanischer Songwriter und Produzent                                                  | 92    |       |
| 28. September | Barnabas Sibusiso Dlamini                   | eswatinischer Politiker                                                                     | 76    |       |
| 28. September | Juan Escalona Reguera                       | kubanischer Jurist und Militär                                                              | 87    |       |
| 28. September | Walter E. Ferdinand                         | deutscher Unternehmer                                                                       | 83    |       |
| 28. September | Leonardo Machado                            | brasilianischer Schauspieler und Model                                                      | 42    |       |
| 28. September | Óscar Mainer                                | spanischer Handballspieler und -trainer                                                     | 49    |       |
| 28. September | Joe Masteroff                               | US-amerikanischer Dramatiker                                                                | 98    |       |
| 28. September | Bernd Müller                                | deutscher Fernsehjournalist                                                                 | 78    |       |
| 28. September | Francisco Mauro Salzano                     | brasilianischer Humangenetiker                                                              | 90    |       |
| 28. September | Celso José Pinto da Silva                   | brasilianischer Erzbischof                                                                  | 84    |       |
| 28. September | Juris Silovs                                | lettischer bzw. sowjetischer Leichtathlet                                                   | 68    |       |
| 28. September | Greg Terrion                                | kanadischer Eishockeyspieler                                                                | 58    |       |
| 28. September | Josefa Tomsik                               | österreichische Politikerin                                                                 | 73    |       |
| 28. September | Tamas Tschiladse                            | georgischer Schriftsteller                                                                  | 87    |       |
| 28. September | Allan R. Wagner                             | US-amerikanischer Psychologe                                                                | 84    |       |
| 28. September | Črtomir Zupančič                            | slowenischer Physiker                                                                       | 89    |       |
| 27. September | Wolodymyr Apatskyj                          | ukrainischer Fagottist                                                                      | 90    |       |
| 27. September | Marty Balin                                 | US-amerikanischer Rockmusiker                                                               | 76    |       |
| 27. September | Karl Bregartner                             | österreichischer Politiker                                                                  | 84    |       |
| 27. September | Xan Cejudo                                  | spanischer Schauspieler und Theaterleiter                                                   | 71    |       |
| 27. September | Esa Ellonen                                 | finnischer Tischtennisspieler und -funktionär                                               | 84    |       |
| 27. September | Tara Fares                                  | irakisches Model                                                                            | 22    |       |
| 27. September | Rudolf Kratzert                             | deutscher Klavierpädagoge und Pianist                                                       | ≈72   | [ 1 ] |
| 27. September | James March                                 | US-amerikanischer Wirtschaftswissenschaftler                                                | 90    |       |
| 27. September | Helga Michie                                | österreichisch-britische Künstlerin und Schriftstellerin                                    | 96    |       |
| 27. September | Namkhai Norbu                               | tibetischer Autor, Historiker und Dzogchen-Meister                                          | 79    |       |
| 27. September | Wolfgang Ringe                              | deutscher Diplomat                                                                          | 75    |       |
| 27. September | Joaquim Roriz                               | brasilianischer Politiker                                                                   | 82    |       |
| 27. September | Detlef Schmid                               | deutscher Informatiker                                                                      | 84    |       |
| 27. September | Horácio Schneider                           | brasilianischer Genetiker und Molekularbiologe                                              | 70    |       |
| 27. September | Sidney Shachnow                             | US-amerikanischer Offizier, Generalmajor der US-Army                                        | 83    |       |
| 27. September | Yvonne Suhor                                | US-amerikanische Schauspielerin                                                             | 56    |       |
| 26. September | Ion Ficior                                  | rumänischer Lagerkommandant                                                                 | 90    |       |
| 26. September | Lothar Göttsching                           | deutscher Papieringenieur und Hochschullehrer                                               | 82    |       |
| 26. September | Siegulf Guggenmos                           | deutscher Amateurarchäologe                                                                 | 76    |       |
| 26. September | Ignaz Kirchner                              | deutscher Schauspieler                                                                      | 72    |       |
| 26. September | Norbert Konter                              | luxemburgischer Politiker und Fußballspieler                                                | 90    |       |
| 26. September | Tito Madi                                   | brasilianischer Sänger und Komponist                                                        | 89    |       |
| 26. September | Manuel Rodríguez                            | chilenischer Fußballspieler                                                                 | 79    |       |
| 26. September | Antonio Santucci                            | italienischer Bischof                                                                       | 89    |       |
| 26. September | Charlotte Schmid                            | Schweizer Designerin                                                                        | 86    |       |
| 26. September | Maurizio Zanfanti                           | italienischer Gigolo                                                                        | 63    |       |
| 25. September | Helena Almeida                              | portugiesische Fotografin und Konzeptkünstlerin                                             | 84    |       |
| 25. September | Friedhelm Döhl                              | deutscher Komponist und Musikpädagoge                                                       | 82    |       |
| 25. September | Henri Jochums                               | belgischer Radrennfahrer                                                                    | 91    |       |
| 25. September | Maria Jonas                                 | österreichische Feministin                                                                  | 78    |       |
| 25. September | Iwan Kapitanez                              | sowjetisch-russischer Flottenadmiral                                                        | 90    |       |
| 25. September | Joachim Lang                                | deutscher Rechtswissenschaftler und Steuerrechtler                                          | 77    |       |
| 25. September | Jack McKinney                               | US-amerikanischer Basketballtrainer                                                         | 83    |       |
| 25. September | Wenceslao Selga Padilla                     | philippinischer Bischof                                                                     | 69    |       |
| 25. September | Jerry Thorpe                                | US-amerikanischer Regisseur und Produzent                                                   | 92    |       |
| 25. September | Rudi Vogt                                   | deutscher Basketballspieler                                                                 | 85    |       |
| 25. September | Ekkehard Voigt                              | deutscher Politiker                                                                         | 78    |       |
| 25. September | Wladimir Woronkow                           | russischer Skilangläufer                                                                    | 74    |       |
| 24. September | Alfredo Martín Ábalos                       | argentinischer Folkloresänger und -perkussionist                                            | 80    |       |
| 24. September | Vicente Bianchi                             | chilenischer Pianist, Komponist und Dirigent                                                | 98    |       |
| 24. September | Norm Breyfogle                              | US-amerikanischer Comiczeichner                                                             | 58    |       |
| 24. September | Ronald Bye                                  | norwegischer Politiker                                                                      | 80    |       |
| 24. September | Martin Geiser                               | deutscher Politiker                                                                         | 92    |       |
| 24. September | Gotthard Girke                              | deutscher Badmintonspieler                                                                  | 84    |       |
| 24. September | Ida Grinspan                                | französische Überlebende des Holocaust und Zeitzeugin                                       | 88    |       |
| 24. September | Michaela Marek                              | tschechisch-deutsche Kunsthistorikerin                                                      | 62    |       |
| 24. September | Marion Marshall                             | US-amerikanische Schauspielerin                                                             | 97    |       |
| 24. September | Ivar Martinsen                              | norwegischer Eisschnellläufer                                                               | 97    |       |
| 24. September | Tommy McDonald                              | US-amerikanischer American-Football-Spieler                                                 | 84    |       |
| 24. September | John Merrills                               | britischer Rechtswissenschaftler                                                            | 76    |       |
| 24. September | Peter Roesch                                | deutsch-US-amerikanischer Architekt                                                         | 89    |       |
| 24. September | Wolfgang Seeger                             | deutscher Neurochirurg                                                                      | 89    |       |
| 24. September | Paul John Vasquez                           | US-amerikanischer Schauspieler                                                              | 48    |       |
| 23. September | Eric Berntson                               | kanadischer Politiker                                                                       | 77    |       |
| 23. September | Dominique Catton                            | französischer Theaterleiter, -regisseur und -schauspieler                                   | 76    |       |
| 23. September | Alfredo Giles-Díaz                          | mexikanischer Dichter und Kulturförderer                                                    | 58    |       |
| 23. September | Franz Holzweißig                            | deutscher Ingenieurwissenschaftler                                                          | 90    |       |
| 23. September | Charles Kuen Kao                            | US-amerikanisch-britischer Physiker                                                         | 84    |       |
| 23. September | Karl-Ludwig Kelber                          | deutscher Journalist                                                                        | 85    |       |
| 23. September | Hermann Kissling                            | deutscher Kunsthistoriker                                                                   | 93    |       |
| 23. September | Helmut Köglberger                           | österreichischer Fußballspieler                                                             | 72    |       |
| 23. September | Gary Kurtz                                  | US-amerikanischer Filmproduzent                                                             | 78    |       |
| 23. September | Kalpana Lajmi                               | indische Filmregisseurin                                                                    | 64    |       |
| 23. September | Mark Livolsi                                | US-amerikanischer Filmeditor                                                                | 56    |       |
| 23. September | Al Matthews                                 | US-amerikanischer Schauspieler und Sänger                                                   | 75    |       |
| 23. September | Afërdita Tusha                              | albanische Sportschützin                                                                    | 73    |       |
| 23. September | Tom Vieth                                   | deutscher Bluesmusiker                                                                      | 58    |       |
| 23. September | Zipflo Weinrich                             | österreichischer Jazzmusiker                                                                | 54    |       |
| 22. September | Horst Buckwitz                              | deutscher Werbefachmann und Fernsehredakteur                                                | 92    |       |
| 22. September | Johnny Christensen                          | dänischer Altphilologe und Philosophiehistoriker                                            | 88    |       |
| 22. September | Mitra Devi                                  | Schweizer Schriftstellerin, Filmemacherin und bildende Künstlerin                           | 54    |       |
| 22. September | Horst Franz                                 | deutscher Geheimdienstler                                                                   | 85    | [ 2 ] |
| 22. September | Chas Hodges                                 | britischer Musiker und Sänger                                                               | 74    |       |
| 22. September | Johannes Kapp                               | deutscher Weihbischof                                                                       | 89    |       |
| 22. September | Ulrich F. Krüger                            | deutscher Politiker                                                                         | 89    |       |
| 22. September | Alfred Mirsberger                           | deutscher Fußballspieler                                                                    | 91    |       |
| 22. September | Ottokar Runze                               | deutscher Filmregisseur                                                                     | 93    |       |
| 22. September | Werner Schraut                              | deutscher Gewichtheber                                                                      | 67    |       |
| 22. September | Hans-Peter Thietz                           | deutscher Publizist und Politiker                                                           | 84    |       |
| 21. September | Sophie Body-Gendrot                         | französische Sozialwissenschaftlerin                                                        | 75    |       |
| 21. September | Peter Bosse                                 | deutscher Schauspieler und Hörfunkmoderator                                                 | 87    |       |
| 21. September | Policarpo Calle Villalba                    | kolumbianisch-mexikanischer Sänger, Akkordeonist und Komponist                              | ?     |       |
| 21. September | José Luis de Delás                          | spanischer Komponist und Dirigent                                                           | 90    |       |
| 21. September | Eigil Friis-Christensen                     | dänischer Geophysiker                                                                       | 73    |       |
| 21. September | Claus-Jürgen Huch                           | deutscher Kaufmann sowie Politiker und Parteifunktionär                                     | 92    |       |
| 21. September | Myron William Kimnach                       | US-amerikanischer Botaniker                                                                 | 95    |       |
| 21. September | Adolf Knoll                                 | österreichischer Fußballspieler                                                             | 80    |       |
| 21. September | José Roberto López Londoño                  | kolumbianischer Bischof                                                                     | 81    |       |
| 21. September | Witalij Massol                              | ukrainischer Politiker                                                                      | 89    |       |
| 21. September | Herbert Meier                               | Schweizer Schriftsteller                                                                    | 90    |       |
| 21. September | Hans-Jürgen Mende                           | deutscher Historiker                                                                        | 73    |       |
| 21. September | Marianne Sághy                              | ungarische Historikerin                                                                     | 57    |       |
| 21. September | Trần Đại Quang                              | vietnamesischer Politiker                                                                   | 61    |       |
| 21. September | Wolfgang Wosolsobe                          | österreichischer Offizier                                                                   | 63    |       |
| 21. September | Zackie O                                    | griechischer Künstler und LGTB-Aktivist                                                     | 33    |       |
| 20. September | Edmundo Abaya                               | philippinischer Erzbischof                                                                  | 89    |       |
| 20. September | Hanno Beck                                  | deutscher Geograph                                                                          | 95    |       |
| 20. September | John Cunliffe                               | britischer Autor und Fernsehmoderator                                                       | 85    |       |
| 20. September | Ulrich Everling                             | deutscher Jurist                                                                            | 93    |       |
| 20. September | Inge Feltrinelli                            | deutsch-italienische Fotografin und Verlegerin                                              | 87    |       |
| 20. September | George N. Hatsopoulos                       | griechisch-US-amerikanischer Ingenieur und Unternehmer                                      | 91    |       |
| 20. September | Jacob N. Israelachvili                      | israelisch-australischer Chemieingenieur                                                    | 74    |       |
| 20. September | Eberhard Klitzsch                           | deutscher Geologe                                                                           | 85    |       |
| 20. September | Rolf Kunisch                                | deutscher Manager                                                                           | 77    |       |
| 20. September | Mohammed Karim Lamrani                      | marokkanischer Politiker                                                                    | 99    |       |
| 20. September | Detlef Lotze                                | deutscher Althistoriker                                                                     | 87    |       |
| 20. September | Eugen Lüer                                  | deutscher Gespannfahrer                                                                     | 84    |       |
| 20. September | Ludovikus Simanullang                       | indonesischer Bischof                                                                       | 63    |       |
| 20. September | Reinhard Tritscher                          | österreichischer Skirennfahrer                                                              | 72    |       |
| 20. September | Konrad Walter                               | deutsch-brasilianischer Bischof                                                             | 95    |       |
| 20. September | William R. Ward                             | US-amerikanischer Astronom                                                                  | 74    |       |
| 20. September | Henry Wessel                                | US-amerikanischer Fotograf                                                                  | 76    |       |
| 19. September | Buren Bayar                                 | chinesischer Sänger                                                                         | 58    |       |
| 19. September | Louis Blom-Cooper                           | britischer Jurist und Autor                                                                 | 92    |       |
| 19. September | Geta Brătescu                               | rumänische Künstlerin                                                                       | 92    |       |
| 19. September | Vishnu Khare                                | indischer Autor                                                                             | 78    |       |
| 19. September | Győző Kulcsár                               | ungarischer Fechter                                                                         | 77    |       |
| 19. September | Marilyn Lloyd                               | US-amerikanische Politikerin                                                                | 89    |       |
| 19. September | Arthur Mitchell                             | US-amerikanischer Tänzer                                                                    | 84    |       |
| 19. September | Denis Norden                                | britischer Fernsehmoderator und Autor                                                       | 96    |       |
| 19. September | Pavel Řezníček                              | tschechischer Schriftsteller                                                                | 76    |       |
| 19. September | Conrad Schirokauer                          | US-amerikanischer Historiker                                                                | 89    |       |
| 19. September | Joseph E. Schwartzberg                      | US-amerikanischer Geograph                                                                  | 90    |       |
| 19. September | Maria Giovanna Cubeddu Wiedemann            | italienische Rechtswissenschaftlerin                                                        | 56    |       |
| 18. September | Ladislav Bittman                            | tschechoslowakischer Geheimdienstler                                                        | 87    |       |
| 18. September | Rolf Kurz                                   | deutscher Politiker                                                                         | 83    |       |
| 18. September | Piotr Lachert                               | polnischer Komponist                                                                        | 80    |       |
| 18. September | Carmencita Lara                             | peruanische Sängerin                                                                        | 91    |       |
| 18. September | Marceline Loridan                           | französische Holocaustüberlebende, Drehbuchautorin und Regisseurin                          | 90    |       |
| 18. September | Titti Maartmann                             | norwegische Rennrodlerin                                                                    | 97    |       |
| 18. September | Jean Piat                                   | französischer Schauspieler                                                                  | 93    |       |
| 18. September | Kazimieras Liudvikas Valančius              | litauischer Jurist                                                                          | 81    |       |
| 18. September | Robert Venturi                              | US-amerikanischer Architekt und Architekturtheoretiker                                      | 93    |       |
| 17. September | Celia Barquín Arozamena                     | spanische Golferin                                                                          | 22    |       |
| 17. September | Hans Georg Buschmann                        | deutscher Mikrobiologe und Veterinärmediziner                                               | 84    |       |
| 17. September | Enzo Calzaghe                               | italienisch-britischer Boxtrainer                                                           | 69    |       |
| 17. September | Sydney M. Finegold                          | US-amerikanischer Internist, Mikrobiologe und Immunologe                                    | 97    |       |
| 17. September | Stephen Jeffreys                            | britischer Autor                                                                            | 68    |       |
| 17. September | Ralf Thomas                                 | deutscher Theologe und Historiker                                                           | 86    |       |
| 16. September | Klaus Baess                                 | dänischer Segler                                                                            | 93    |       |
| 16. September | Kevin Beattie                               | englischer Fußballspieler                                                                   | 64    |       |
| 16. September | Sigmund Benker                              | deutscher Kunsthistoriker und Priester                                                      | 90    |       |
| 16. September | Horst Bosetzky                              | deutscher Soziologe und Schriftsteller                                                      | 80    |       |
| 16. September | Sylvain Bromberger                          | US-amerikanischer Philosoph und Linguist                                                    | 94    |       |
| 16. September | Hinderk Meiners Emrich                      | deutscher Psychiater, Psychoanalytiker und Philosoph                                        | 75    |       |
| 16. September | Gustav Gerber                               | deutscher Physiker                                                                          | 76    |       |
| 16. September | Kurt Götze                                  | deutscher Testpilot                                                                         | 96    |       |
| 16. September | Big Jay McNeely                             | US-amerikanischer Saxophonist                                                               | 91    |       |
| 16. September | Hans Ostler                                 | deutscher Skisprungfunktionär                                                               | 93    |       |
| 16. September | Albin Ouschan senior                        | österreichischer Poolbillardspieler                                                         | 58    |       |
| 16. September | Henning Sloth Pedersen                      | dänischer Mediziner                                                                         | 63    |       |
| 16. September | Ulrich Schacht                              | deutscher Schriftsteller und Journalist                                                     | 67    |       |
| 16. September | Ron Sutton junior                           | US-amerikanischer Jazzmusiker                                                               | 55    |       |
| 16. September | Barbara Waubke                              | deutsche Journalistin und Schriftstellerin                                                  | 86    |       |
| 15. September | Djamel Allam                                | algerischer Sänger                                                                          | 71    |       |
| 15. September | John M. Dwyer                               | US-amerikanischer Szenenbildner                                                             | 83    |       |
| 15. September | Peter Giesen                                | deutscher Politiker                                                                         | 97    |       |
| 15. September | James Haar                                  | US-amerikanischer Musikwissenschaftler                                                      | 89    |       |
| 15. September | Dimas Juantorena Danger                     | kubanischer Karatemeister und -trainer                                                      | 68    |       |
| 15. September | Warwick Kerr                                | brasilianischer Genetiker und Insektenkundler                                               | 96    |       |
| 15. September | Kirin Kiki                                  | japanische Schauspielerin                                                                   | 75    |       |
| 15. September | Kathleen López Kilcoyne                     | spanische Theaterproduzentin                                                                | 54    |       |
| 15. September | David Lowenthal                             | US-amerikanischer Geograph und Historiker                                                   | 95    |       |
| 15. September | Mike Margulis                               | US-amerikanischer Fußballspieler                                                            | 68    |       |
| 15. September | Josef Molterer                              | österreichischer Politiker                                                                  | 93    |       |
| 15. September | Karl Hayo Siemsen                           | deutscher Systemtheoretiker                                                                 | 74    |       |
| 15. September | José Manuel de la Sota                      | argentinischer Politiker                                                                    | 68    |       |
| 15. September | Dudley Sutton                               | britischer Schauspieler                                                                     | 85    |       |
| 15. September | Gitta Uhlig                                 | deutsche Casterin                                                                           | ≈58   |       |
| 15. September | Wiktor Wesselago                            | russischer Physiker                                                                         | 89    |       |
| 15. September | Fritz Wintersteller                         | österreichischer Bergsteiger                                                                | 90    |       |
| 14. September | Max Bennett                                 | US-amerikanischer Jazz-Bassist                                                              | 90    |       |
| 14. September | Peter A. Berger                             | deutscher Soziologe                                                                         | 63    |       |
| 14. September | Ruth Dowman                                 | neuseeländische Leichtathletin                                                              | 88    |       |
| 14. September | Fridel Grenz                                | deutscher Kirchenmusiker und Komponist                                                      | 88    |       |
| 14. September | Anneke Grönloh                              | niederländische Sängerin                                                                    | 76    |       |
| 14. September | Branko Grünbaum                             | jugoslawisch-israelischer Mathematiker                                                      | 88    |       |
| 14. September | Christa Höhs                                | deutsche Modeagenturleiterin                                                                | 77    |       |
| 14. September | Ethel Johnson                               | US-amerikanische Wrestlerin                                                                 | 83    |       |
| 14. September | Zienia Merton                               | britische Schauspielerin                                                                    | 72    |       |
| 14. September | Paul Potassy                                | österreichischer Zauberkünstler                                                             | 94    |       |
| 14. September | Walter Remmers                              | deutscher Politiker                                                                         | 84    |       |
| 14. September | Walter Scheiwiller                          | Schweizer Sportfotograf                                                                     | 96    |       |
| 14. September | Rudolf Schieffer                            | deutscher Historiker                                                                        | 71    |       |
| 14. September | Helga Schmidt                               | deutsche Schwimmerin                                                                        | 81    |       |
| 14. September | Sonia von Schrebler                         | chilenische Sängerin                                                                        | 89    |       |
| 14. September | Christel Zuchowski                          | deutsche Politikerin                                                                        | 82    |       |
| 13. September | Diana Baumrind                              | US-amerikanische Entwicklungspsychologin                                                    | 91    |       |
| 13. September | Beverly Bentley                             | US-amerikanische Schauspielerin                                                             | 88    |       |
| 13. September | Guido Ceronetti                             | italienischer Schriftsteller                                                                | 91    |       |
| 13. September | Emmanuel Dabbaghian                         | syrischer Erzbischof                                                                        | 84    |       |
| 13. September | Josef Dapra                                 | österreichischer Fotograf, Theaterautor und Politaktivist                                   | 96    |       |
| 13. September | Erich Dauenhauer                            | deutscher Wirtschaftswissenschaftler und Schriftsteller                                     | 83    |       |
| 13. September | Paul Guichonnet                             | französischer Historiker und Geograph                                                       | 98    |       |
| 13. September | Hermann Nazarenus                           | deutscher Fußballspieler                                                                    | 82    |       |
| 13. September | Ivo Petrić                                  | slowenischer Komponist und Dirigent                                                         | 87    |       |
| 13. September | K. N. T. Sastry                             | indischer Filmregisseur und -kritiker                                                       | 73    |       |
| 13. September | Karl-Heinz Stadtmüller                      | deutscher Leichtathlet                                                                      | 65    |       |
| 13. September | Martha Vaughan                              | US-amerikanische Biochemikerin und Physiologin                                              | 92    |       |
| 13. September | Wolfgang Trommer                            | deutscher Dirigent                                                                          | 91    |       |
| 13. September | Albrecht Wellmer                            | deutscher Philosoph                                                                         | 85    |       |
| 12. September | Frank Baum                                  | deutscher Musiker                                                                           | 82    |       |
| 12. September | Pasquale Buba                               | US-amerikanischer Filmeditor                                                                | 72    |       |
| 12. September | Ronald Carter                               | britischer Linguist                                                                         | 71    |       |
| 12. September | Hans Göbbels                                | deutscher Fußballspieler                                                                    | 82    |       |
| 12. September | Omar Gutiérrez                              | uruguayischer Radio- und Fernsehreporter                                                    | 70    |       |
| 12. September | Rolf Karwecki                               | deutscher Politiker                                                                         | 67    |       |
| 12. September | Franz Keil                                  | deutscher Diplomat                                                                          | 89    |       |
| 12. September | Erich Kleinschuster                         | österreichischer Posaunist und Hochschullehrer                                              | 88    |       |
| 12. September | Hans Kloss                                  | deutscher Maler und Grafiker                                                                | 80    |       |
| 12. September | Paul Kunz                                   | US-amerikanischer Teilchenphysiker und Softwareentwickler                                   | ≈76   |       |
| 12. September | Chris Mann                                  | australischer Lyriker, Komponist und Performer                                              | 69    |       |
| 12. September | Walter Mischel                              | US-amerikanischer Psychologe                                                                | 88    |       |
| 12. September | Manfred Petersen                            | deutscher Schauspieler und Synchronsprecher                                                 | 85    |       |
| 12. September | Jürgen Plate                                | deutscher Informatiker                                                                      | ≈65   |       |
| 12. September | Ira Sabin                                   | US-amerikanischer Verleger und Jazz-Schlagzeuger                                            | 90    |       |
| 12. September | Benedict Singh                              | guyanischer Bischof                                                                         | 90    |       |
| 12. September | Rachid Taha                                 | algerisch-französischer Sänger und Komponist                                                | 59    |       |
| 11. September | Richard N. Adams                            | US-amerikanischer Anthropologe                                                              | 94    |       |
| 11. September | Fenella Fielding                            | britische Schauspielerin                                                                    | 90    |       |
| 11. September | Arline Hunter                               | US-amerikanische Filmschauspielerin und Pin-up-Girl                                         | 86    |       |
| 11. September | Peter Jakubeit                              | deutscher Autor                                                                             | 78    |       |
| 11. September | Andreas Karabaczek                          | österreichischer Diplomat                                                                   | 63    |       |
| 11. September | Amahdu Jah                                  | sierra-leonisch-schwedischer Schlagzeuger, Komponist und Orchesterleiter                    | 82    |       |
| 11. September | Siegfried Linkwitz                          | deutscher Ingenieur                                                                         | 82    |       |
| 10. September | Ursula Acosta                               | deutsch-US-amerikanische Psychologin                                                        | 85    |       |
| 10. September | Karl Arndt                                  | deutscher Kunsthistoriker                                                                   | 89    |       |
| 10. September | Martin Aßmann                               | deutscher Bauingenieur und Unternehmer                                                      | 87    |       |
| 10. September | Kurt Benirschke                             | deutsch-US-amerikanischer Pathologe                                                         | 94    |       |
| 10. September | Alfredo Raúl Chuquihuara Chil               | peruanischer Diplomat                                                                       | 59    |       |
| 10. September | Peter Donat                                 | kanadisch-US-amerikanischer Schauspieler                                                    | 90    |       |
| 10. September | István Géczi                                | ungarischer Fußballtorhüter                                                                 | 74    |       |
| 10. September | Johannes Geldenhuys                         | südafrikanischer Offizier                                                                   | 83    |       |
| 10. September | Heinz Grosch                                | deutscher Theologe, Religionspädagoge und Publizist                                         | 88    |       |
| 10. September | Dietmar Kansy                               | deutscher Politiker                                                                         | 80    |       |
| 10. September | Herbert Naumann                             | deutscher Journalist                                                                        | 88    |       |
| 10. September | Johnny Strike                               | US-amerikanischer Punkmusiker                                                               | 70    |       |
| 10. September | Paul Virilio                                | französischer Philosoph                                                                     | 86    |       |
| 10. September | Roy Wagner                                  | US-amerikanischer Anthropologe                                                              | 79    |       |
| 10. September | Co Westerik                                 | niederländischer Maler und Fotograf                                                         | 94    |       |
| 10. September | Wolfgang Windfuhr                           | deutscher Pädagoge und Politiker                                                            | 82    |       |
| 9. September  | Simon Adut Yuang                            | südsudanesischer Bischof                                                                    | ?     |       |
| 9. September  | Frank Andersson                             | schwedischer Ringer                                                                         | 62    |       |
| 9. September  | Jonas Algirdas Antanaitis                   | litauischer Politiker                                                                       | 97    |       |
| 9. September  | Silvio Grassetti                            | italienischer Motorradrennfahrer                                                            | 82    |       |
| 9. September  | Hélio Jaguaribe                             | brasilianischer Soziologe                                                                   | 95    |       |
| 9. September  | William M. Kays                             | US-amerikanischer Ingenieurwissenschaftler                                                  | 98    |       |
| 9. September  | Peter Kretzschmar                           | deutscher Handballspieler und -trainer                                                      | 85    |       |
| 9. September  | Daniel Küblböck                             | deutscher Sänger                                                                            | 33    |       |
| 9. September  | Ute Lehnert                                 | deutsche Malerin                                                                            | 79    |       |
| 9. September  | Mr. Catra                                   | brasilianischer Komponist, Sänger und Rapper                                                | 49    |       |
| 9. September  | Robert Opratko                              | österreichischer Komponist                                                                  | 87    |       |
| 9. September  | Beat Richner                                | Schweizer Kinderarzt und Musiker                                                            | 71    |       |
| 9. September  | Hannes Wanderer                             | deutscher Fotograf, Verleger, Buchhändler und Dozent                                        | 60    |       |
| 8. September  | Uli Baur                                    | deutscher Journalist                                                                        | 62    |       |
| 8. September  | Gennadi Gagulija                            | abchasischer Politiker                                                                      | 70    |       |
| 8. September  | Helmut Harff                                | deutscher Brigadegeneral                                                                    | 79    |       |
| 8. September  | Hassane Kounou                              | nigrischer Politiker und Diplomat                                                           | 69    |       |
| 8. September  | Jörg Richter                                | deutscher Politiker                                                                         | 78    |       |
| 8. September  | Erich Riedl                                 | deutscher Politiker                                                                         | 85    |       |
| 8. September  | Chelsi Smith                                | US-amerikanische Schönheitskönigin und Schauspielerin                                       | 45    |       |
| 8. September  | Richard Vincent, Baron Vincent of Coleshill | britischer Feldmarschall und Life Peer                                                      | 87    |       |
| 7. September  | Gaston-Armand Amaudruz                      | Schweizer Publizist und Holocaustleugner                                                    | 97    |       |
| 7. September  | Steve Andreas                               | US-amerikanischer Psychologe und Gestalttherapeut                                           | 82    |       |
| 7. September  | Julio Blanck                                | argentinischer Journalist                                                                   | 64    |       |
| 7. September  | Samuel Bodman                               | US-amerikanischer Politiker                                                                 | 79    |       |
| 7. September  | Ceesepe                                     | spanischer Maler und Illustrator                                                            | 60    |       |
| 7. September  | Harvey Cragon                               | US-amerikanischer Computeringenieur                                                         | 89    |       |
| 7. September  | Drago Grdenić                               | jugoslawischer Chemiker                                                                     | 99    |       |
| 7. September  | Marcelite J. Harris                         | US-amerikanische Generalmajorin                                                             | 75    |       |
| 7. September  | Kurt Helmudt                                | dänischer Ruderer                                                                           | 74    |       |
| 7. September  | Michael Kohn                                | Schweizer Ingenieur, Lobbyist und Unternehmer                                               | 92    |       |
| 7. September  | Mac Miller                                  | US-amerikanischer Rapper                                                                    | 26    |       |
| 7. September  | Pierre Montavon                             | Schweizer Veterinärmediziner                                                                | 69    |       |
| 7. September  | Hans Oleak                                  | deutscher Astrophysiker                                                                     | 88    |       |
| 7. September  | Gundel Paulsen                              | deutsche Pädagogin und Herausgeberin                                                        | 91    |       |
| 7. September  | Peter Schuster                              | deutscher Politiker                                                                         | 84    |       |
| 7. September  | Klaus Strunk                                | deutscher Indogermanist                                                                     | 88    |       |
| 7. September  | Fabián Tomasi                               | argentinischer Umweltaktivist                                                               | 53    |       |
| 7. September  | Sheila White                                | britische Schauspielerin                                                                    | 69    |       |
| 7. September  | Richard Wurbs                               | deutscher Politiker                                                                         | 98    |       |
| 6. September  | Edouard Aidans                              | belgischer Comiczeichner                                                                    | 88    |       |
| 6. September  | Peter Benson                                | britischer Schauspieler                                                                     | 75    |       |
| 6. September  | Richard DeVos                               | US-amerikanischer Unternehmer                                                               | 92    |       |
| 6. September  | Philippe Eidel                              | französischer Musikproduzent und Filmmusikkomponist                                         | 61    |       |
| 6. September  | Liz Fraser                                  | britische Schauspielerin                                                                    | 88    |       |
| 6. September  | Jason Hairston                              | US-amerikanischer American-Football-Spieler                                                 | 47    |       |
| 6. September  | Wolfgang Horn                               | deutscher Gartenbauwissenschaftler                                                          | 92    |       |
| 6. September  | Johnny Kingdom                              | britischer Tierfilmer                                                                       | 79    |       |
| 6. September  | Gilbert Lazard                              | französischer Linguist und Iranist                                                          | 98    |       |
| 6. September  | Heinz Leiwig                                | deutscher Lokalhistoriker                                                                   | 85    |       |
| 6. September  | Oleg Lobow                                  | russischer Politiker                                                                        | 80    |       |
| 6. September  | Alan Oakman                                 | britischer Cricketspieler                                                                   | 88    |       |
| 6. September  | Hans-Georg Pillarz                          | deutscher Boxer                                                                             | 76    |       |
| 6. September  | Burt Reynolds                               | US-amerikanischer Schauspieler und Regisseur                                                | 82    |       |
| 6. September  | Claudio Scimone                             | italienischer Dirigent                                                                      | 83    |       |
| 6. September  | Nikolai Tschernysch                         | russischer Theaterschauspieler und -direktor                                                | 80    |       |
| 6. September  | Sven Wernström                              | schwedischer Kinder- und Jugendbuchautor                                                    | 93    |       |
| 5. September  | Roger Aguilar Salazar                       | mexikanischer Politiker                                                                     | 79    |       |
| 5. September  | Richard Bateman                             | US-amerikanischer Bassist                                                                   | 50    |       |
| 5. September  | Rachael Bland                               | britische Journalistin                                                                      | 40    |       |
| 5. September  | Payel Chakraborty                           | indische Schauspielerin                                                                     | 38    |       |
| 5. September  | Vince Conti                                 | US-amerikanischer Schauspieler und Fotograf                                                 | 87    |       |
| 5. September  | Minor J. Coon                               | US-amerikanischer Biochemiker                                                               | 97    |       |
| 5. September  | Karl Erb                                    | Schweizer Sportjournalist                                                                   | 92    |       |
| 5. September  | François Flohic                             | französischer Soldat                                                                        | 98    |       |
| 5. September  | Dietrich Fritz                              | deutscher Gartenbauwissenschaftler                                                          | 95    |       |
| 5. September  | Dennis Green                                | australischer Kajakfahrer                                                                   | 87    |       |
| 5. September  | Diane Leather                               | britische Leichtathletin                                                                    | 85    |       |
| 5. September  | Margot Marsman                              | niederländische Schwimmerin                                                                 | 86    |       |
| 5. September  | Freddie Oversteegen                         | niederländische Widerstandskämpferin                                                        | 92    |       |
| 5. September  | Bedřich Vymětalík                           | tschechischer Jurist                                                                        | 90    |       |
| 4. September  | Helga Becker-Leeser                         | deutsche Autorin und Holocaustüberlebende                                                   | 89    |       |
| 4. September  | Joseph Marie Régis Belzile                  | kanadischer Bischof                                                                         | 87    |       |
| 4. September  | Marijan Beneš                               | jugoslawischer Boxer                                                                        | 67    |       |
| 4. September  | Sydney Anicetus Charles                     | grenadischer Bischof                                                                        | 92    |       |
| 4. September  | Bill Daily                                  | US-amerikanischer Schauspieler                                                              | 91    |       |
| 4. September  | Josef Eibl                                  | deutscher Bauingenieur                                                                      | 82    |       |
| 4. September  | Donald Gardner                              | US-amerikanischer Soul- und Jazzmusiker                                                     | 87    |       |
| 4. September  | Vladeta Jerotić                             | serbischer Neuropsychiater                                                                  | 94    |       |
| 4. September  | Christopher Lawford                         | US-amerikanischer Schauspieler und Autor                                                    | 63    | [ 3 ] |
| 4. September  | Lee Wang-pyo                                | südkoreanischer Wrestler                                                                    | 64    |       |
| 4. September  | Roman Mayboroda                             | ukrainischer Opernsänger                                                                    | 75    |       |
| 4. September  | Ab McDonald                                 | kanadischer Eishockeyspieler                                                                | 82    |       |
| 4. September  | Gennadi Melechin                            | russischer Theaterschauspieler                                                              | 82    |       |
| 4. September  | Charles W. Myers                            | US-amerikanischer Herpetologe                                                               | 82    |       |
| 4. September  | Hans Neunhoeffer                            | deutscher Chemiker                                                                          | 82    |       |
| 4. September  | Giorgio Pilleri                             | italienisch-schweizerischer Neurologe                                                       | 93    |       |
| 4. September  | Peter Röthig                                | deutscher Sportwissenschaftler                                                              | 90    |       |
| 4. September  | Bernardo Salazar                            | spanischer Sportjournalist                                                                  | 76    |       |
| 4. September  | Friedrich-Wilhelm Schildberg                | deutscher Chirurg                                                                           | 84    |       |
| 4. September  | Elisa Serna                                 | spanische Sängerin und Komponistin                                                          | 75    |       |
| 4. September  | Herman O. Stekler                           | US-amerikanischer Ökonom                                                                    | 85    |       |
| 4. September  | Khaled Tlemceni                             | ägyptischer Schauspieler und Fotograf                                                       | 52    |       |
| 4. September  | Wolfgang Viereck                            | deutscher Anglist                                                                           | 81    |       |
| 3. September  | Maria Beig                                  | deutsche Schriftstellerin                                                                   | 97    |       |
| 3. September  | Peter Bräth                                 | deutscher Jurist und Ministerialbeamter                                                     | 62    |       |
| 3. September  | Lydia Clarke                                | US-amerikanische Schauspielerin und Fotografin                                              | 95    |       |
| 3. September  | Klaus Gerwien                               | deutscher Fußballspieler                                                                    | 77    |       |
| 3. September  | Ian Hampshire                               | australischer Australian-Football-Spieler                                                   | 70    |       |
| 3. September  | Dschalaluddin Haqqani                       | afghanischer Islamist                                                                       | 78/79 |       |
| 3. September  | Warren Jones                                | US-amerikanischer Richter                                                                   | 74    |       |
| 3. September  | Paul Koech                                  | kenianischer Langstreckenläufer                                                             | 49    |       |
| 3. September  | Ju Kyu-chang                                | nordkoreanischer Politiker                                                                  | 89    |       |
| 3. September  | Almir Mavignier                             | brasilianisch-deutscher Maler und Grafiker                                                  | 93    |       |
| 3. September  | Dieter Mehl                                 | deutscher Anglist                                                                           | 84    |       |
| 3. September  | Helmut Merker                               | deutscher Filmkritiker                                                                      | 76    |       |
| 3. September  | Annemarie Monteil                           | Schweizer Kunstkritikerin                                                                   | 92    |       |
| 3. September  | Jacqueline Pearce                           | britische Schauspielerin                                                                    | 74    |       |
| 3. September  | Gordon Phillips                             | britischer Fußballspieler                                                                   | 72    |       |
| 3. September  | Bruno Ponnath                               | deutscher Politiker                                                                         | 87    |       |
| 3. September  | Katyna Ranieri                              | italienische Sängerin und Schauspielerin                                                    | 93    |       |
| 3. September  | Thomas Rickman                              | US-amerikanischer Drehbuchautor                                                             | 78    |       |
| 3. September  | Pedro Villagra                              | chilenischer Schauspieler                                                                   | 84    |       |
| 2. September  | Karin Björquist                             | schwedische Keramikerin und Designerin                                                      | 91    |       |
| 2. September  | Gérard Fourez                               | belgischer Theologe                                                                         | 81    |       |
| 2. September  | Karl Theodor Friedhoff                      | deutscher Veterinärmediziner und Parasitologe                                               | 86    |       |
| 2. September  | Friedrich Hofmann                           | deutscher Mediziner                                                                         | 69    |       |
| 2. September  | Karla Kienzl                                | österreichische Rennrodlerin                                                                | 95    |       |
| 2. September  | Ian Lariba                                  | philippinische Tischtennisspielerin                                                         | 23    |       |
| 2. September  | Georg Limburg                               | deutscher Gewerkschafter                                                                    | 92    |       |
| 2. September  | Eva Manhardt                                | deutsche Schauspielerin und Synchronsprecherin                                              | 81    |       |
| 2. September  | Horst Neumann                               | deutscher Pfarrer und Medienexperte                                                         | 85    |       |
| 2. September  | María Teresa Oller Benlloch                 | spanische Komponistin und Folkloristin                                                      | 98    |       |
| 2. September  | Ernst Opgenoorth                            | deutscher Historiker                                                                        | 82    |       |
| 2. September  | Manuela von Perfall                         | deutsche Schriftstellerin                                                                   | 66    |       |
| 2. September  | Kawther Ramzi                               | ägyptische Schauspielerin                                                                   | 87    |       |
| 2. September  | Conway Savage                               | australischer Rockmusiker                                                                   | 58    |       |
| 2. September  | Helmut Sigrist                              | deutscher Diplomat                                                                          | 98    |       |
| 2. September  | Giovanni Battista Urbani                    | italienischer Politiker                                                                     | 94    |       |
| 2. September  | Horst Warning                               | deutsch-Schweizer Schauspieler und Sprecher                                                 | 85    |       |
| 2. September  | Peter Werner                                | deutscher Mathematiker                                                                      | 85    |       |
| 2. September  | Urs Widmer                                  | Schweizer Politiker                                                                         | 90    |       |
| 2. September  | Claire Wineland                             | US-amerikanische Unternehmerin                                                              | 21    |       |
| 2. September  | Ehsan Yarshater                             | iranischer Iranist                                                                          | 98    |       |
| 2. September  | Fred Zamberletti                            | US-amerikanischer American-Football-Trainer                                                 | 86    |       |
| 1. September  | Björn Anlert                                | schwedischer Fußballspieler                                                                 | 84    |       |
| 1. September  | Kenneth Bowen                               | britischer Tenor-Sänger                                                                     | 86    |       |
| 1. September  | Irene Brütting                              | deutsche Leichtathletin                                                                     | 82    | [ 4 ] |
| 1. September  | Carlo Cava                                  | italienischer Opernsänger                                                                   | 90    |       |
| 1. September  | Carl Duering                                | britischer Schauspieler                                                                     | 95    |       |
| 1. September  | Alexander Eterman                           | russisch-israelischer Autor                                                                 | ≈62   |       |
| 1. September  | Heinz Feuerborn                             | deutscher Maler und Bildhauer                                                               | 88    |       |
| 1. September  | Fritz Fezer                                 | deutscher Geograph                                                                          | 93    |       |
| 1. September  | Fernand Foisy                               | kanadischer Gewerkschafter und Schriftsteller                                               | 84    |       |
| 1. September  | James Francisco                             | US-amerikanischer Politiker                                                                 | 80    |       |
| 1. September  | Doris Gallart                               | deutsche Schauspielerin und Synchronsprecherin                                              | 81    |       |
| 1. September  | Suyima Gʻaniyeva                            | usbekisch-sowjetische Literaturwissenschaftlerin, Professorin und Heldin Usbekistans (2015) | 86    |       |
| 1. September  | Anne-Marie Höchli                           | Schweizer Politikerin                                                                       | 95    |       |
| 1. September  | August Kirchner                             | deutscher Unternehmer                                                                       | ≈83   |       |
| 1. September  | María Josefina Norry                        | argentinische Schauspielerin                                                                | 73    |       |
| 1. September  | Carlos Robles Robles                        | chilenischer Fußballschiedsrichter                                                          | 92    |       |
| 1. September  | Margit Sandemo                              | norwegisch-schwedische Schriftstellerin                                                     | 94    |       |
| 1. September  | Jean Seitlinger                             | französischer Rechtsanwalt, Schriftsteller und Politiker                                    | 93    |       |
| 1. September  | Swjatoslaw Uschakow                         | russischer Schauspieler                                                                     | 96    |       |
| 1. September  | Randy Weston                                | US-amerikanischer Jazzpianist und -komponist                                                | 92    |       |

### Datum unbekannt
| Tag                                  | Name              | Beruf, bekannt als                                      | Alter | Beleg |
| ------------------------------------ | ----------------- | ------------------------------------------------------- | ----- | ----- |
| Tod bekannt gegeben am 24. September | Roseina Boston    | australische Gumleaf-Musikerin und Elder der Aborigines | 83    |       |
| Tod bekannt gegeben am 18. September | Zmago Šmitek      | slowenischer Ethnologe                                  | 68    |       |
| Tod bekannt gegeben am 5. September  | Robert Coulter    | britischer Politiker                                    | 88    |       |
| Tod bekannt gegeben im September     | William J. Murphy | irischer Politiker                                      | 90    |       |